# Mostefa Khiati
Président et Fondateur de la FOREM
Mostéfa Khiati (né à Tiaret) est Professeur en pédiatrie à l'Université d'Alger, médecin-chercheur ainsi que Président et fondateur de la Fondation national pour la promotion de la santé et du développement de la recherche (la Forem) en Algérie.  Il est également auteur d'une quatre-vingtaine de livres dans plusieurs domaines: médecine, histoire, enfance, éthique, droit international humanitaire, etc. ainsi que de nombreuses publications.

## Formation
Doctorat en médecine de l'Institut des sciences médicales d'Algérie en 1975. Assistant étranger à l'Université Paris VI en 1982. Docteur en sciences à la faculté de médecine d'Alger en 1984. Son parcours académique s'est effectué en Algérie, en Europe ainsi qu'au Canada. 

## Carrière
Mostefa Khiati assure la fonction de directeur d'administration centrale au Ministère de la santé de 1984 à 1989.[réf. souhaitée]
Il est Président fondateur de la FOREM, ONG algérienne ayant le statut Ecosoc. 
Il dirige également le Conseil National d'évaluation de la Recherche et du développement Technologique en Algérie.

## Distinctions
- "Maghrebian Medicine" award (Institut de la santé Paris) en 1986[1]
- "Union of Arab Physicians" award en 1989[1] (Chadli Benjedid award)
- Union Maghreb Physicians society en 1997
- Membre de l'Islamic World Academy of Sciences (en) en 1990[1].
- Médaille du mérite du ministère de l’enseignement supérieur et de la recherche scientifiques algérien (MERS) pour l’année 2021[3]

## Publications
- Mostéfa Khiati, L'Enfant diabétique insulino-dépendant en milieu maghrébin, Paris et Alger, Maloine (Paris) et Office des publications universitaires (Alger), 1982, 175 p. (ISBN 2-86600-040-4)[4]
- L'essentiel en pédiatrie, édition Frison Roche: Paris et édition Enal: Alger (1988)[5]
- Mostéfa Khiati, Regards sur la santé, Alger, Dahlab, 1995, 275 p. (ISBN 9961-61-031-8)
- Mostefa Khiati, Comment soigner votre enfant, Alger, éditions Dahlab, avril 1996, 271 p., collection 9962 61 092-X
- Histoire de la médecine en Algérie: de l'Antiquité à nos jours, Éditions ANEP (2000) [6]
- Mostéfa Khiati, Asthme et allergies respiratoires chez l'enfant, Alger, éditions FOREM, 2002, 140 p., Dépôt légal: 2483-02
- Mostefa Khiati, Les blouses blanches de la révolution, Alger, éditions ANEP, 2011, 562 p. (ISBN 978-9947-21-518-0)
- Pr. Mostéfa Khiati, Histoire des épidémies, des famines et des catastrophes naturelles en Algérie, Alger, éditions FOREM, 2011, 287 p. (ISBN 978-9947-815-15-1)
- Mostéfa Khiati, L'Emir Abd El Kader Fondateur du droit humain international, Alger, Éditions ANEP, 2013, 586 p. (ISBN 978-9947-815-16-8)
- Mostéfa Khiati, Nutrition Pédiatrique, Alger, Office des Publications Universitaire, 2014, 451 p. (ISBN 978-9961-0-1752-4)
- Mostéfa Khiati, Les Camps de regroupement en Algérie durant la guerre de libération (1954-1962), Alger, éditions Houma, 2014, 414 p. (ISBN 978-9931-03-032-4)
- Mostefa Khiati, Enfant dans la guerre Algérie 1830-1962, Alger, édition Houma, premier semestre 2017, 335 p. (ISBN 978-9931-03-272-4)
- Mostefa Khiati, Mohamed Fechkeur il n'y a de richesse que d'hommes, Alger, éditions A.C. COM Al Djazair, décembre 2018, 429 p., Dépôt légal:9931-9524
- L’Émir Abdelkader, ses alliés et des ennemis, édition Casbah (2018)